# Vateryt
Vateryt – minerał z gromady węglanów, heksagonalna odmiana polimorficzna węglanu wapnia CaCO3. Jest minerałem bardzo rzadkim i nietrwałym w przyrodzie. Spotykany jest w pizolitach osadów biochemicznych oraz w skorupkach niektórych organizmów. Został także stwierdzony w Ballycraigy w Larne w Irlandii Północnej, gdzie powstał wskutek rozpadu larnitu - stąd też został opisany. Przekrystalizowuje się w kalcyt lub aragonit. Nazwa została nadana na cześć profesora mineralogii Heinricha Vatera z Tharand w Niemczech. 
Współwystępuje z kalcytem, aragonitem, tobermorytem, kaolinitem oraz hydrogranatem. 